# توماس تشيتندن
توماس تشيتندن هو سياسي أمريكي، ولد في 6 يناير 1730 في ماديسون في الولايات المتحدة، وتوفي في 25 أغسطس 1797 في مونبلييه في الولايات المتحدة. انتخب حاكم الدولة جمهورية فيرمونت (1790 – 1791) وانتخب حاكم الدولة جمهورية فيرمونت (1778 – 1789) وانتخب حاكم فيرمونت ‏ (4 مارس 1791 – 25 أغسطس 1797).